# Maria Pacheco Leitão
Maria Pacheco Leitão  (Cabeço, 10 de Outubro de 1869 - 28, Novembro de 1936), foi uma escritora portuguesa. Cursou no Conservatório de Música de Lisboa.

## Obras
- Estímulos, série de contos de vários autores estrangeiros, para crianças
- Sombra e luz
- Miguel Sedaine e Cláudio o Idiota
- Um Envangelizador da Bondade e da Beleza, Minerva Commercial, Évora, 1913. (Obra sobre o seu marido Luís Leitão)